# تكس

تكس، كما رسمه لاري إدوينج.

تكس (أحيانا يستمى تكس البطريق؛ Tux, Tux the Penguin) هو جالب الحظ لنواة لينكس.

## الأصل
أنشئ تكس في عام 1996 بعد اقتراح أولي بواسطة آلان كوكس. وأعاد لينوس تورفالدز صقلها عبر قائمة نواة لينكس البريدية. أخذ ليونوس الإلهام من صورة فتوغرافية وجدها موقع إف.تي.بي. جاء اسم تكس من تسمية جيمز هيوز لنظام لينكس وهي «يونكس تورفالدز» (بالإنجليزية: Torvalds' UniX)‏. تم تصميم تكس أساسا كمشاركة في مسابقة شعار لينكس. حيث تم اختيار ثلاث شعارات، لم يكن تكس واحدا منها. لذا، يعتبر تكس جالب الحظ وليس الشعار. تم إنشاء تكس بواسطة لاري إدوينج بواسطة أول نسخة منشورة للعامة(الإصدار 0.54) من جمب، حزمة الرسوم البيانية الحرة. صدر بواسطته وفقا للشروط التالي:
الإذن بالاستخدام و/أو التعديل بشرط موافقتك على الاعتراف بي lewing@isc.tamu.edu وجمب إذا سأل أحدهم.